# 7.17 (tramwaj)
7.17 „Bohater pracy” – prototyp północnokoreańskiego wagonu tramwajowego, wyprodukowanego w dwóch egzemplarzach w 1992 r. w Zakładach Budowy Lokomotyw Elektrycznych im. Kim Jong Tae.

## Konstrukcja
7.17 to wysokopodłogowy, jednoczłonowy, silnikowy lub doczepny wagon tramwajowy. Nadwozie zamontowane jest na dwóch dwuosiowych wózkach napędowych. Każdą z osi napędza jeden silnik elektryczny. Do wnętrza tramwaju prowadzi czworo czteroczęściowych drzwi harmonijkowych, rozmieszczonych w układzie identycznym jak w polskim tramwaju typu 105N. Tramwaj wyposażono w hamulec ręczny, elektrodynamiczny, elektromagnetyczny i pneumatyczny. Prąd pobierany jest z sieci za pomocą nożycowego odbieraka prądu (wagon doczepny nie posiada odbieraka). Wewnątrz tramwaju może znajdować się maksymalnie 200 pasażerów. Przedział pasażerski ogrzewany jest grzejnikami elektrycznymi i doświetlany przez okna z przesuwnymi szybkami w górnej części. Kabina motorniczego jest zabudowana. Cechą charakterystyczną tramwaju jest trójdzielna ściana czołowa z dwoma okrągłymi reflektorami na lewej i prawej ściance.

## Dostawy
Jedyny prototypowy wagon silnikowy wraz z doczepą dostarczono do Pjongjangu. Przez pewien czas tramwaje były eksponatem Wystawy Trzech Rewolucji. Prototyp wagonu silnikowego pojawił się na północnokoreańskim znaczku pocztowym z 1992 r..
| Państwo        | Miasto         | Lata dostaw    | Liczba | Numery taborowe |       |
| -------------- | -------------- | -------------- | ------ | --------------- | ----- |
| Korea Północna | Pjongjang      | 1992           | 2      | –               | [ 4 ] |
| Łączna liczba: | Łączna liczba: | Łączna liczba: | 2      |                 |       |